# Soroksári út vasútállomás
A Soroksári út vasútállomás egy budapesti vasútállomás, melyet a MÁV üzemeltet. Az állomásról indul Soroksári út rendező felé a vontatóvágány.

## Története
A Budapest–Szabadka-vasútvonal mentén épült, annak 1882 decemberi átadásával egy időben, Budapest kitérő néven.  Valamikor a XX. század derekán[pontosabban?] átnevezték Budapest-Soroksári útra. 2010 december 12-i menetrendváltás óta viseli a mai nevét.
2006. december 10-től ez a vonal is része lett az ekkoriban fokozatosan bevezetett integrált ütemes menetrendnek.
2022. május 1-jétől, a Budapest–Belgrád-vasútvonal felújítása alatt szünetel az állomáson a személyforgalom, mely a vasútvonal átadása után sem lesz visszaállítva.

## Megközelítés budapesti tömegközlekedéssel
- (Kén utca)
- Busz:  54, 55, 224
- Éjszakai busz:  923

## Forgalom
| Járat | Útvonal | Gyakoriság |
| ----- | --- | ---------- |
|       | A vonalon a vasúti szolgáltatás szünetel, a vonatok helyett a Volánbusz járatai közlekednek. A legközelebbi buszmegálló: Timót utca / Soroksári út |            |